# 夏秉純
夏秉純，GBS，OBE（1947年9月10日—），英国贸易政策顧問，曾擔任香港公務員，官至首長級甲級政務官，退休前為世界貿易組織中華人民共和國香港特別行政區常設代表。退休後，他繼續在世界貿易組織任職，其後於私人律師事務所及顧問公司擔任貿易政策顧問。

## 簡歷
夏秉純生於1947年9月10日，在英國劍橋大學以文学学士畢業，再取得文學碩士，及後與名為伊麗莎伯（英語：Elizabeth）的妻子結婚並育有一子。他在1978年加入香港政府政務職系，並在保安科、新界民政署、政務總署、公務員事務科、貿易署及工商科等決策局及部門任職。他在1988年4月出任貿易署副署長，1991年7月調任副工商司。在此期間，他在關稅及貿易總協定國際商討的烏拉圭回合中擔任香港的主要谈判人。在1992年4月至1994年6月期間，夏秉純擔任副公務員事務司，並在1994年年初晉升為首長級甲級政務官。

世界貿易組織官方標誌

1994年9月，夏秉純獲外派至日內瓦，擔任關貿總協定香港永久代表。回歸後，他繼續擔任世界貿易組織中華人民共和國香港特別行政區常設代表，期間曾擔任與貿易相關的智慧財產權協定理事會、服務貿易理事會，以及爭端解決機構的主席。在2001年2月，夏秉純以個人名義全票當選為該年度世界貿易組織全體理事會主席，任內監督了多哈回合貿易談判的準備工作。2002年7月，夏秉純獲香港特區政府頒發金紫荊星章，以嘉許其在推動香港參與世界貿易組織事務方面的卓越表現。同年9月10日，夏秉純退休，其職務由工業貿易署署長羅智光接替。
退休後，夏秉純隨即獲世界貿易組織總幹事素帕猜·巴尼巴滴邀請加入世界貿易組織秘書處，擔任其辦公室處長。2005年卸任後，他獲新任總幹事帕斯卡爾·拉米委任為特別顧問。在世界貿易組織秘書處服務至2007年後，他擔任聯合國貿易和發展會議秘书长的高级顾问，參與改善貿發會的效率及其与世貿之间的合作。
離開國際組織之後，他在盛德律師事務所、Winston & Strawn LLP等國際律師事務所的日內瓦辦事處擔任高級貿易政策顧問。其後，他轉至國際傳訊和政府關係公司Hume Brophy擔任高級顧問。
夏秉純亦為智庫歐洲國際政治經濟中心，以及香港大學亞洲環球研究所研究員。

## 榮譽
- 大英帝國官佐勳章 （O.B.E.）（1997年新年授勳名單（英语：1997 New Year Honours）；1996年12月31日）[17]
- 金紫荊星章（G.B.S.）（香港2002年度授勳及嘉獎名單；2002年7月1日）[10]
- 官守太平紳士（J.P.）（1989年5月4日－2002年9月10日）[18]

## 注脚
1. ↑  1996年6月30日前稱為「關貿總協定香港永久代表」；1997年7月1日起稱為「世界貿易組織中華人民共和國香港特別行政區常設代表」。[1]